# Elisabeth von Thüringen

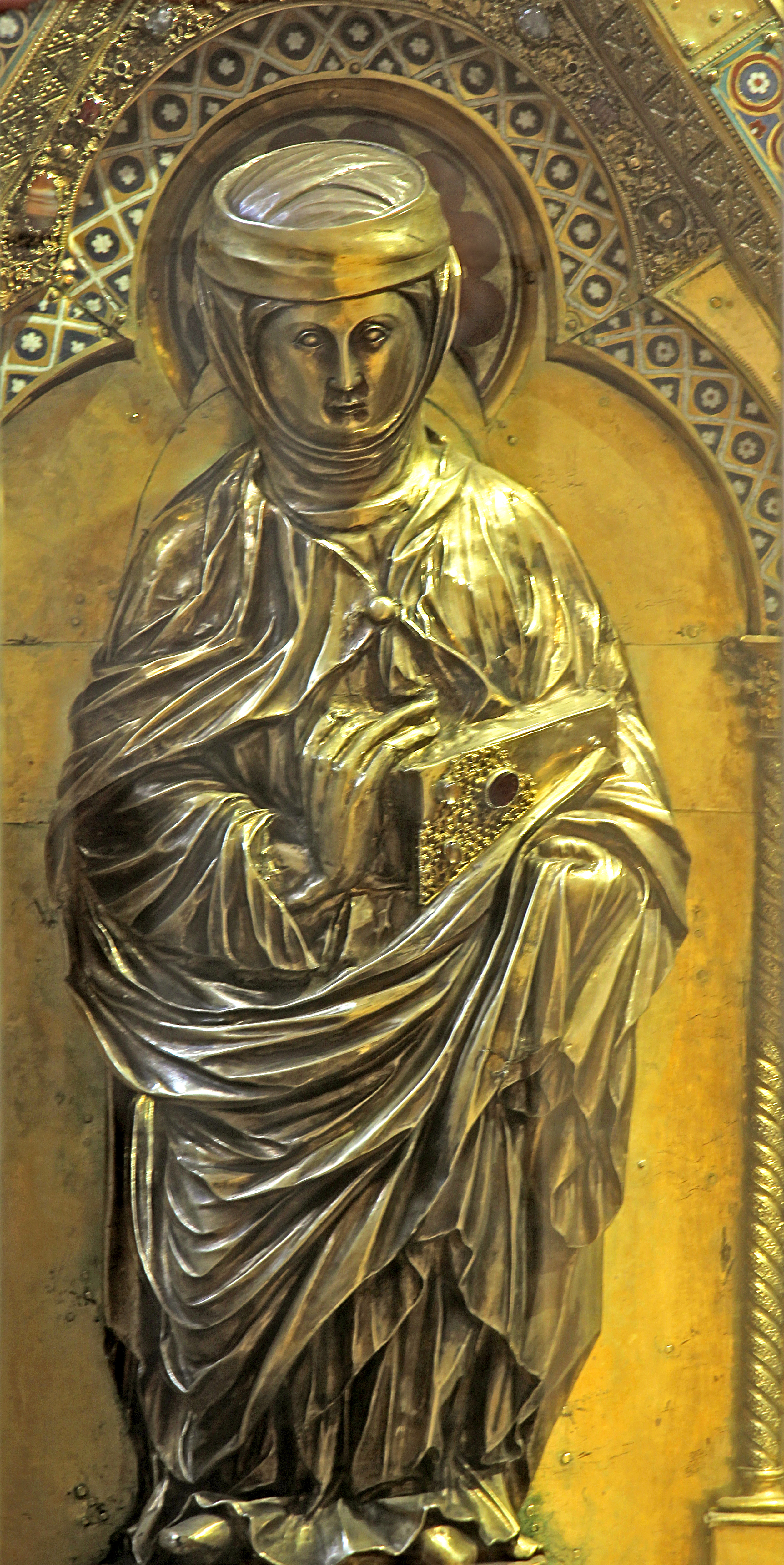
Statue der Elisabeth von Thüringen am Elisabethschrein, 1235–1249 in der Elisabethkirche in Marburg

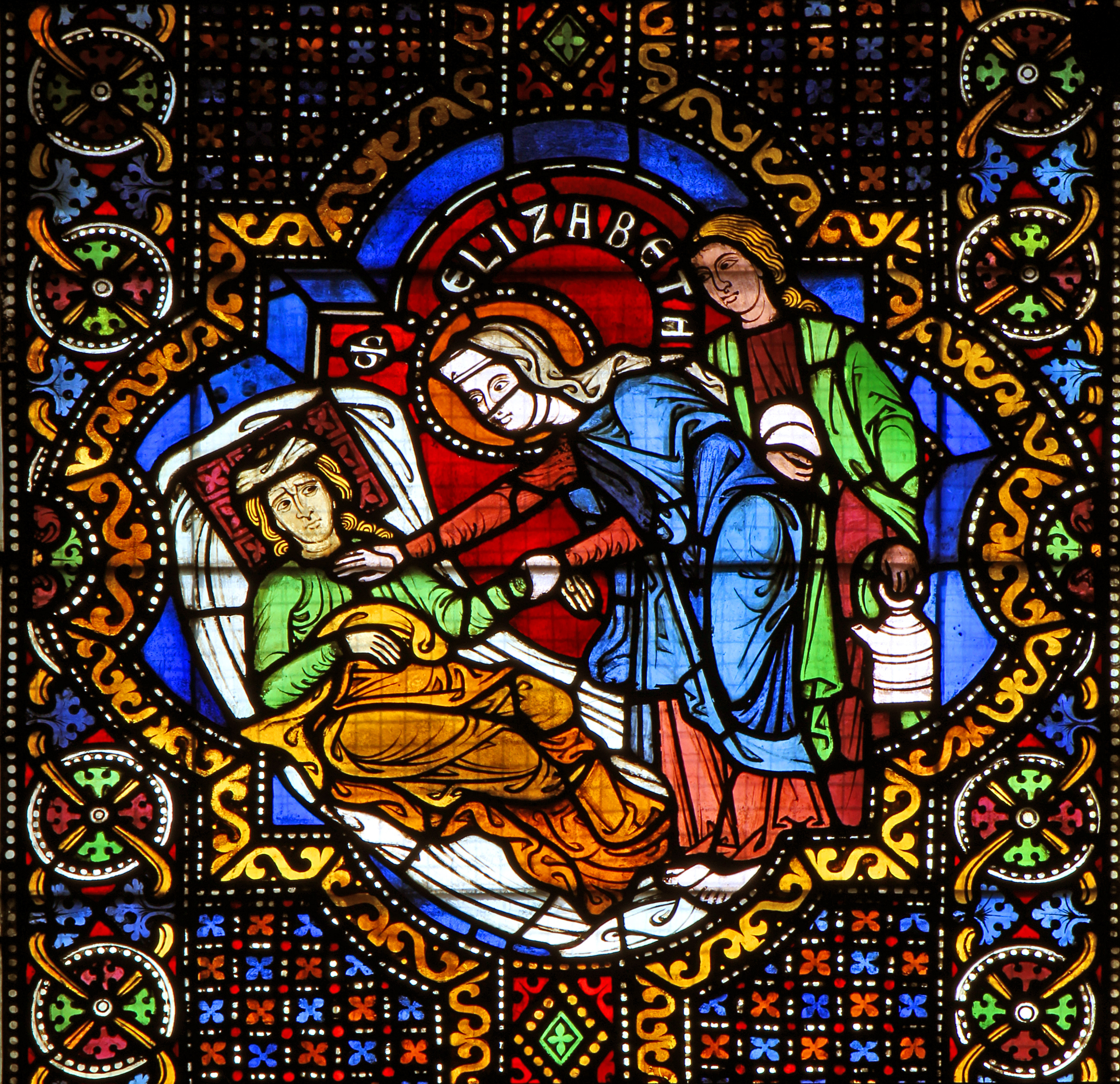
„Elisabeth pflegt Kranke“ im Elisabethfenster (vor 1250) in der Elisabethkirche in Marburg

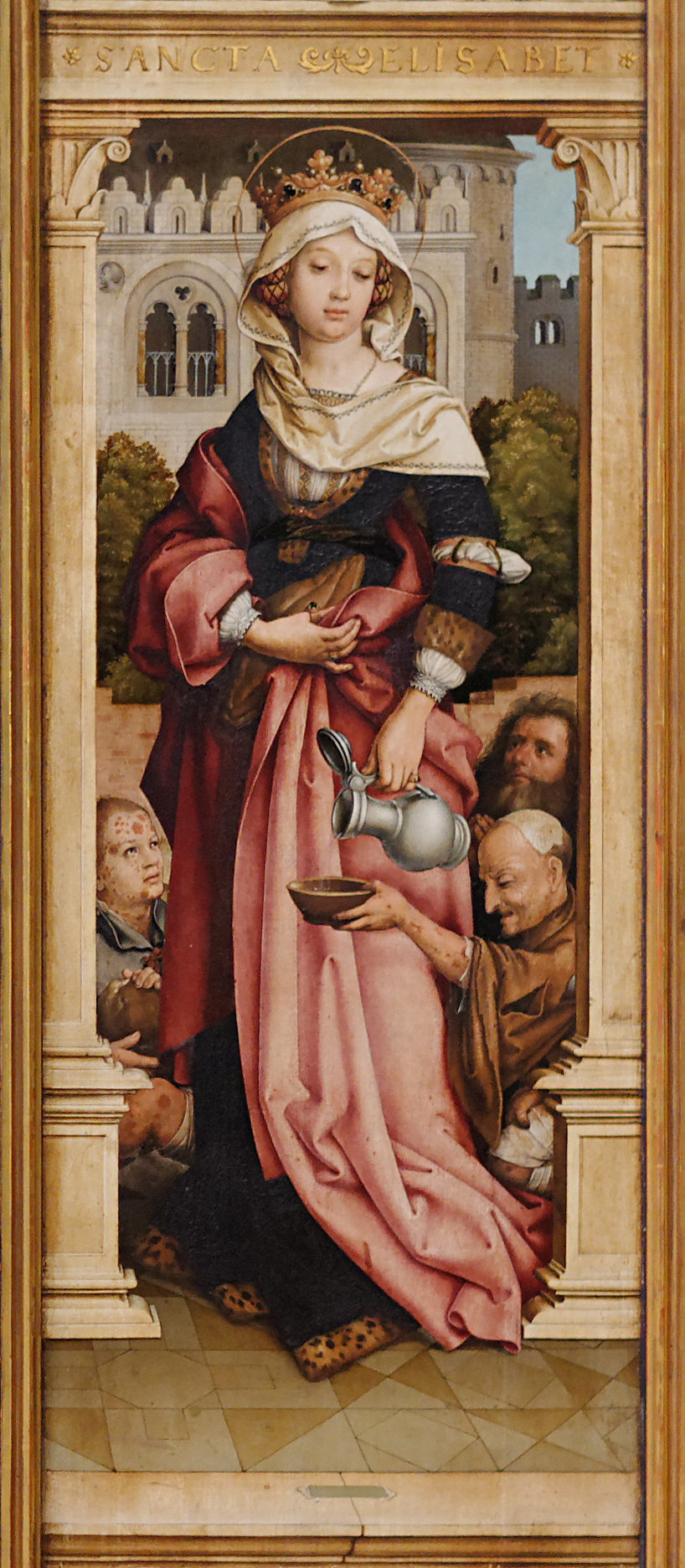
Typische Darstellung Elisabeths bei der Versorgung von Bedürftigen; Gemälde von Hans Holbein, d. Ä., ca. 1516, vom Sebastianaltar in der Alten Pinakothek, München

Elisabeth von Thüringen, auch Elisabeth von Ungarn (ungarisch Árpád-házi Szent Erzsébet) genannt (* 1207 in Pressburg oder in Sárospatak, Königreich Ungarn, auf Burg Rákóczi; † 16. oder 17. November 1231 in Marburg an der Lahn) war eine Tochter Königs Andreas II. und Gertrud von Andechs. Sie war durch Heirat Landgräfin von Thüringen.
Sie ist seit Pfingsten 1235 eine Heilige der katholischen Kirche. Sie galt in Deutschland zeitweise als Nationalheilige und ist Landespatronin von Thüringen und Hessen. Ihr Namenstag ist der 19. November, der Tag ihrer Beisetzung. Als Sinnbild tätiger Nächstenliebe wird sie vor allem in der katholischen Kirche verehrt.

## Familie

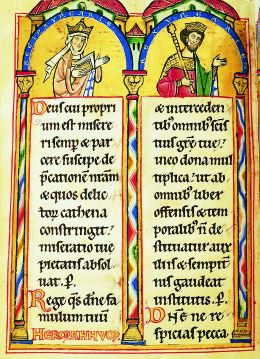
Andreas II. von Ungarn und seine Ehefrau Gertrud von Andechs, Darstellung im Landgrafenpsalter, heute in Stuttgart

### Ehe mit Ludwig von Thüringen

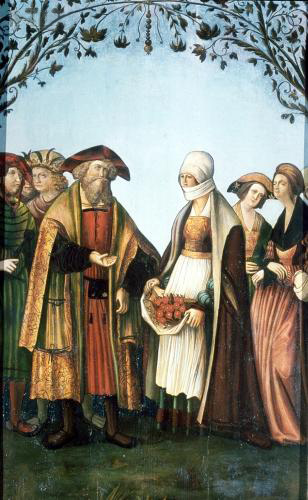
Die Legende vom Rosenwunder ist ein häufiges Motiv in der bildenden Kunst. Tafelbild eines Altars, Steiermark, um 1525

### Einsatz für die Armen und Kranken

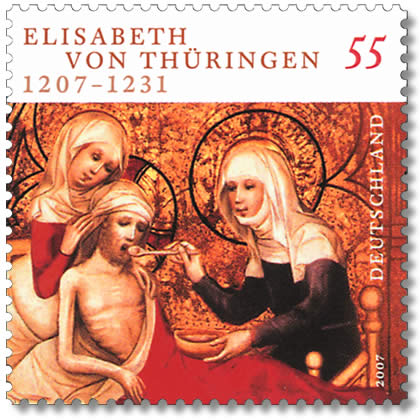
Sondermarke der Deutschen Post zum 800. Geburtstag 2007 …

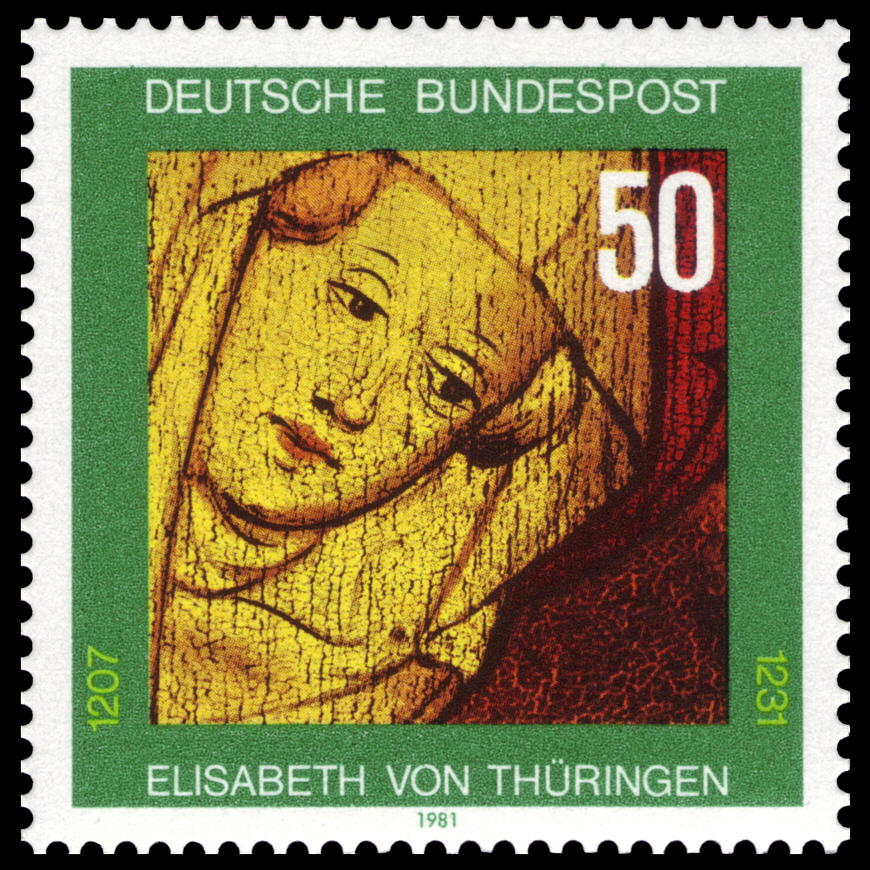
… und zum 750. Todestag 1981

### Aufstieg Konrads von Marburg

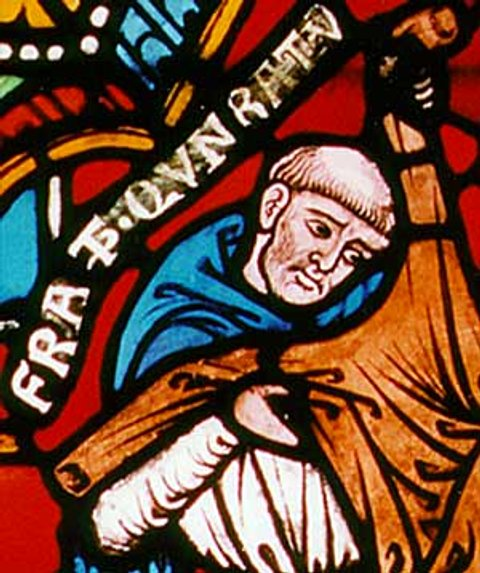
Konrad von Marburg: Detail eines Glasfensters in der Marburger Elisabethkirche

### Konrads Einfluss auf Elisabeth und Tod Ludwigs

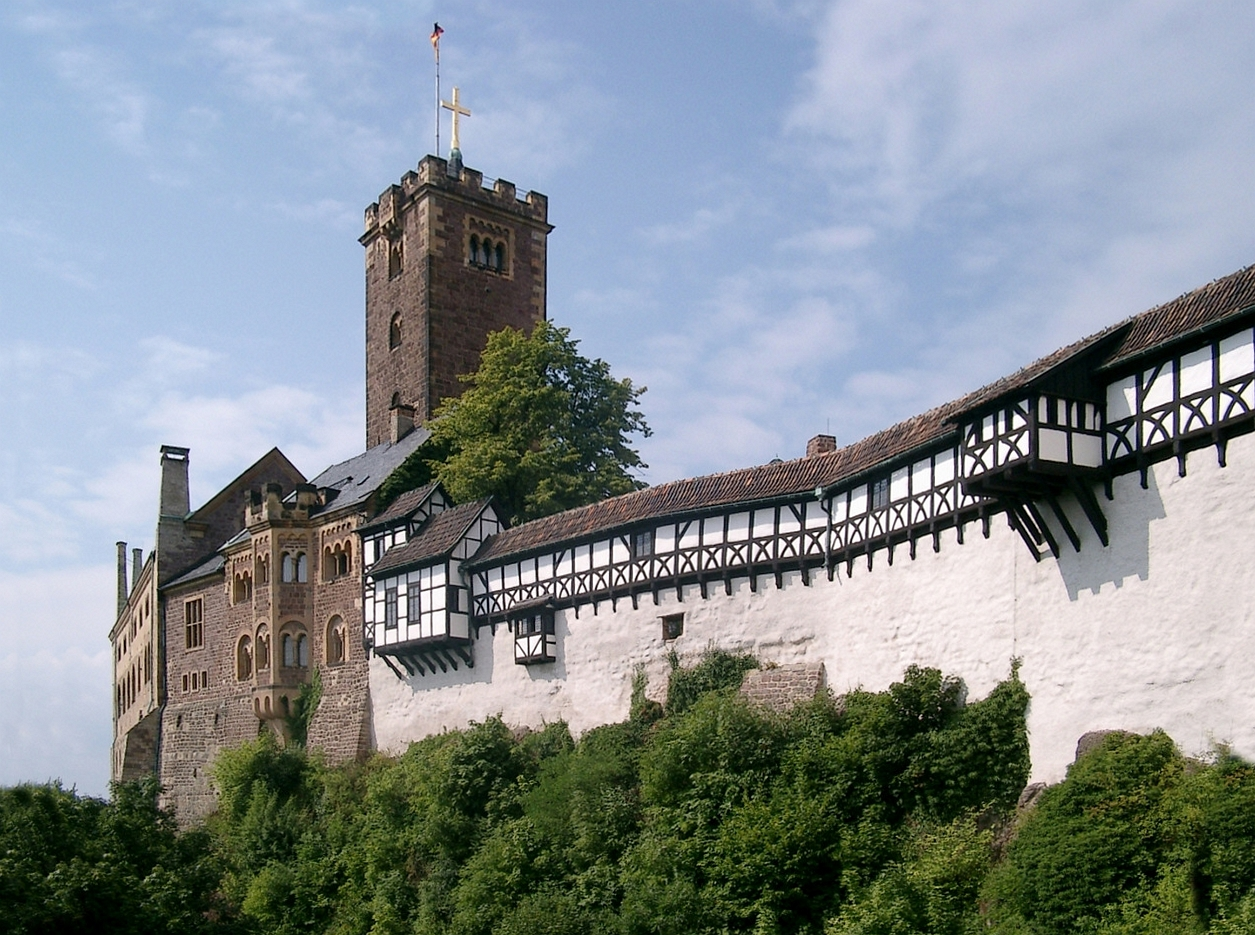
Wartburg bei Eisenach

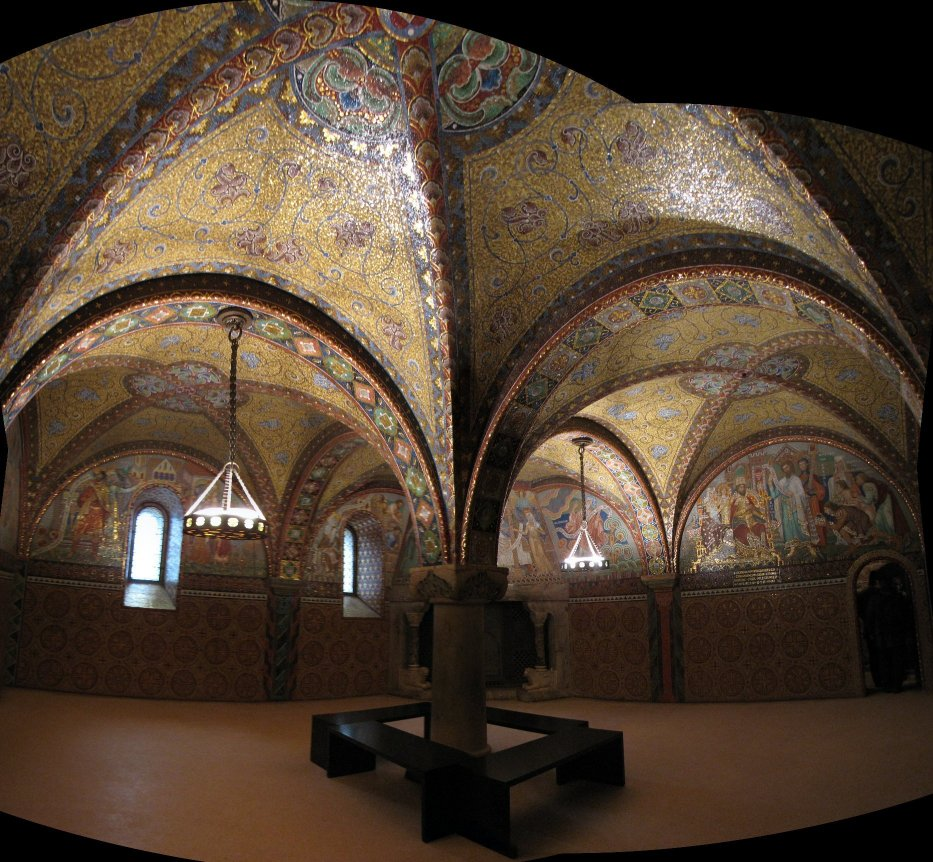
Elisabethkemenate, Wartburg

### Machtkampf um Elisabeths Besitz

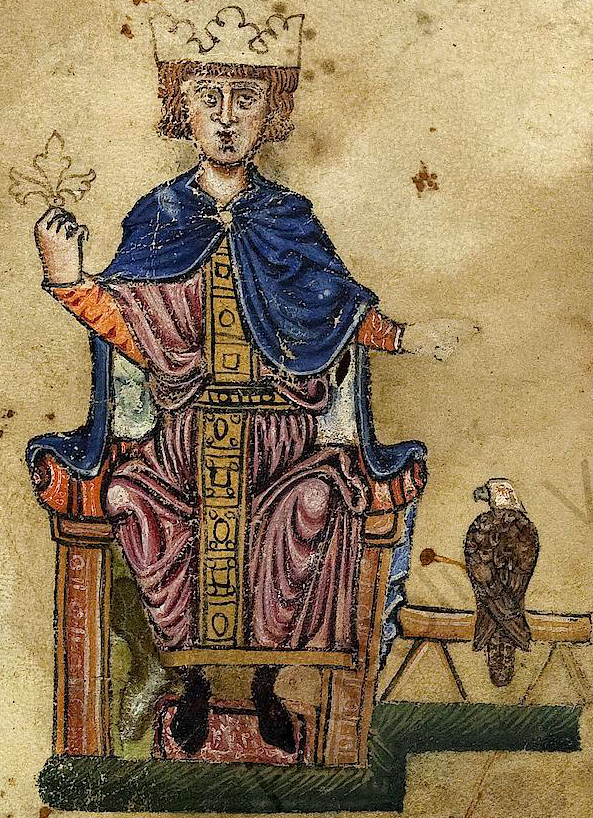
Friedrich II. mit seinem Falken. Aus seinem Buch De arte venandi cum avibus („Über die Kunst mit Vögeln zu jagen“), Süditalien zwischen 1258 und 1266. Città del Vaticano, Vatikanische Apostolische Bibliothek (Cod. Pal. Lat. 1071, fol. 1v)